# NGC 3561
NGC 3561 est une galaxie lenticulaire relativement éloignée et située dans la constellation de la Grande Ourse. NGC 3561 a été découverte par l'astronome britannique John Herschel en 1827.

## Caractéristiques
La classe de luminosité de NGC 3561 est I. Elle est une galaxie active de type Seyfert 3. C'est aussi une galaxie LINER, c'est-à-dire une galaxie dont le noyau présente un spectre d'émission caractérisé par de larges raies d'atomes faiblement ionisés

### Distance
Sa vitesse par rapport au fond diffus cosmologique est de
Sa vitesse par rapport au fond diffus cosmologique est de 8 920 ± 21 km/s, ce qui correspond à une distance de Hubble de 131,6 ± 9,2 Mpc (∼429 millions d'al).

## Paire de galaxies en interaction

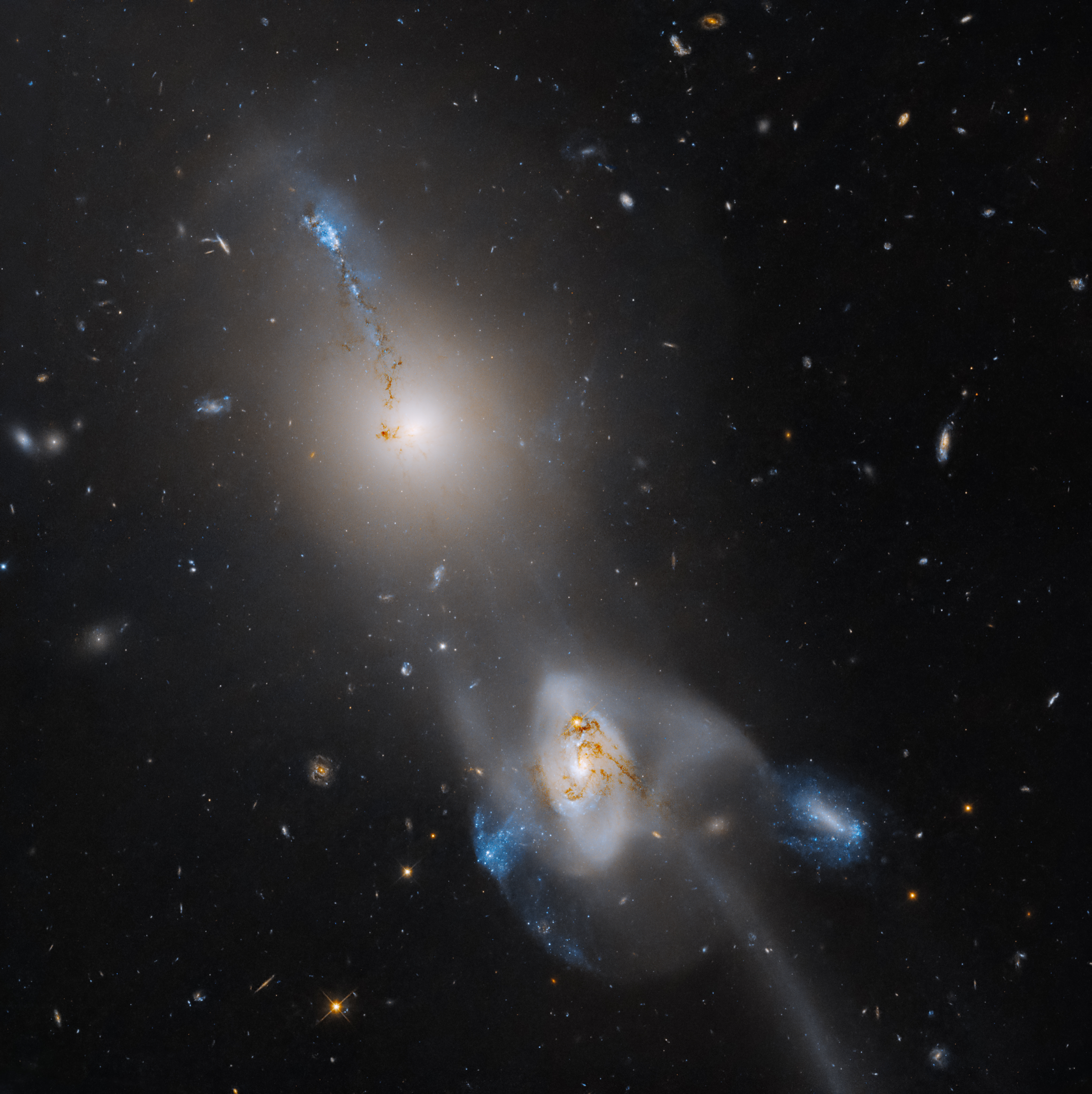
Arp 105 par le télescope spatial Hubble.
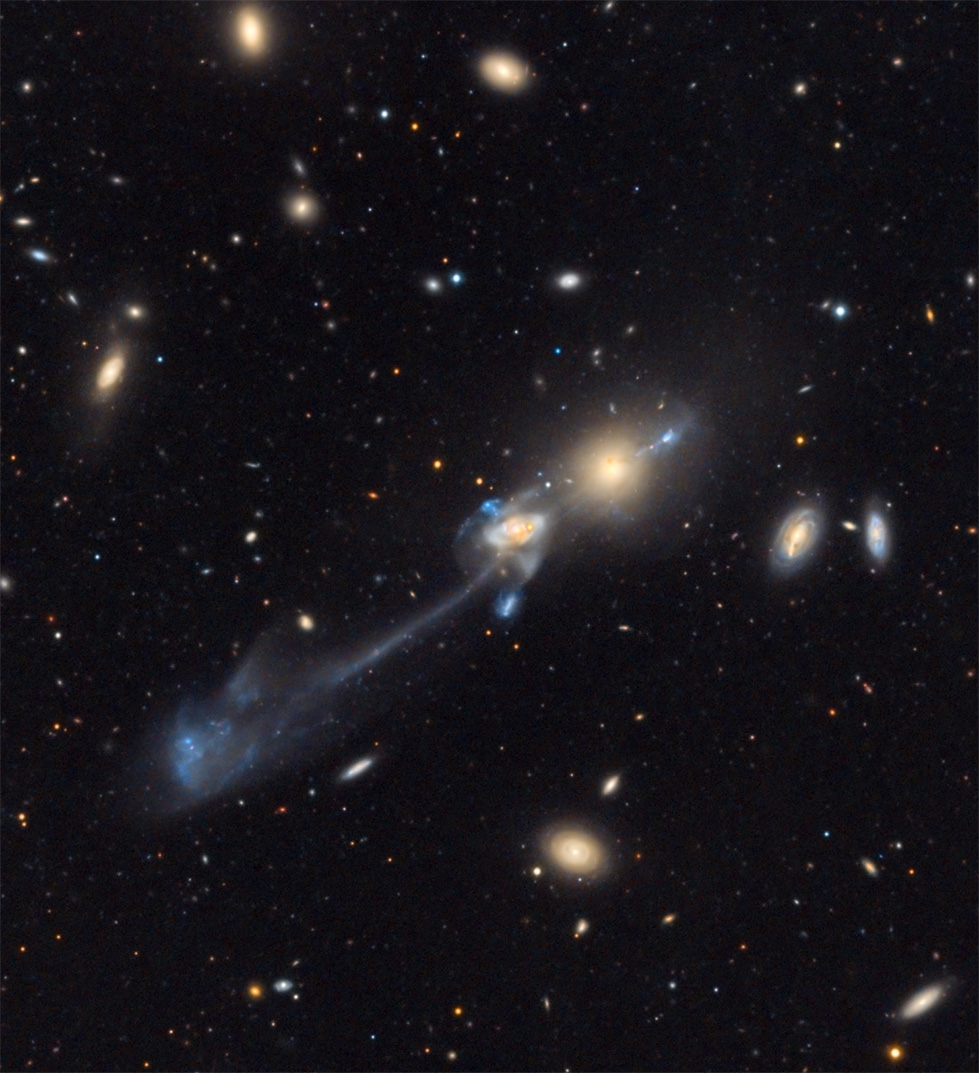
Arp 105 par Adam Block (Observatoire du mont Lemmon/Université de l'Arizona).

NGC 3561 forme une paire physique de galaxies avec PGC 33992. Ensemble, elles figurent dans l'atlas des galaxies particulières d'Halton Arp sous la cote Arp 105. Arp a utilisé ces deux galaxies comme un exemple d'une galaxie elliptique reliée à une galaxie spirale. Concernant ces deux galaxies, Arp mentionne qu'elles font partie du catalogue des galaxies en interaction Vorontsov-Velyaminov sous la désignation VV 237 ainsi que sa découverte de la supernova SN 1953A dans le disque de NGC 3561.
NGC 3561 présente une forte interaction gravitationnelle avec sa voisine spirale PGC 33992. Leur violente collision a en parti déchiqueter la moins massive des deux galaxies (PGC 33992), ayant créé ainsi un impressionnant panache d'étoiles et de gaz (appelé queue de marée) s'étendant sur une distance d'environ 100 kpc (∼326 000 al). Cette queue de marée se termine à son extrémité par une vaste région stellaire, riche en amas d’étoiles nouvellement nées. On pense que les plus massifs d'entre eux pourraient devenirs à long terme de potentielles galaxies naines,.

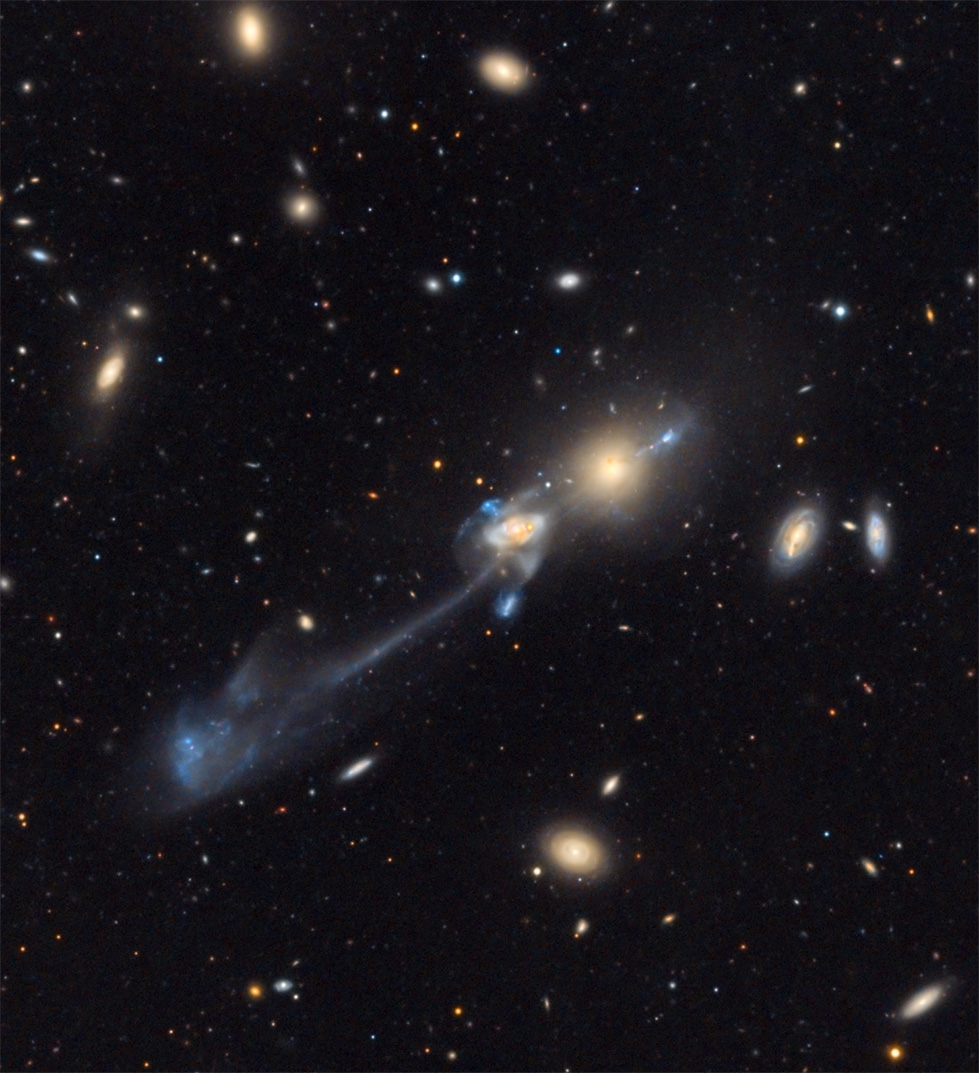
Arp 105 par Adam Block (Observatoire du mont Lemmon/Université de l'Arizona).

## Supernova
La supernova SN 1953A a été découverte dans NGC 3561 le 16 avril 1953 par Halton Arp. Le type de cette supernova n'a pas été déterminé.